# Rossano Brasi
Rossano Brasi es un ex ciclista italiano. Nació el 3 de junio de 1972, en Bérgamo (Lombardía).
En 2000 fue excluido del Tour de Francia antes de que empezara la primera etapa tras haber dado un hematocrito superior al 50% en el control previo a la carrera, junto con Andrei Hauptman y Serguéi Ivanov.

## Palmarés
1993
- Campeón del mundo en contrarreloj por equipos

1995
- Scheldeprijs Vlaanderen

1996
- Clásica de Hamburgo

## Equipos
- Team Polti (1994-2000)
- De Nardi-Pasta Montegrappa (2001-2002)